# Béb
Béb is een plaats (község) en gemeente in het Hongaarse comitaat Veszprém. Béb telt 248 inwoners (2001).